# Capucin de Nevermann
Lonchura nevermanni
Espèce
Statut de conservation UICN

 LC  : Préoccupation mineure
Le Capucin de Nevermann (Lonchura nevermanni) est une espèce de passereaux de la famille des Estrildidae.

## Répartition
Il est endémique en Nouvelle-Guinée.

## Habitat
On le trouve dans les savanes humides et les zones de marais.